# Ítrabo
Ítrabo là một đô thị trong tỉnh Granada, Tây Ban Nha. Dân số năm 2024 là 956 người.